# Bernard Cornwell
Bernard Cornwell, OBE, nascut a Londres el 23 de febrer de 1944 (un "war baby" -nen de la guerra-), és un novel·lista i periodista anglès, autor de novel·les històriques i una història sobre la Campanya de Waterloo. És més conegut per les seves novel·les sobre el fuseller Richard Sharpe de les guerres napoleòniques. Cornwell ha escrit novel·les històriques, sobretot de la història anglesa, en cinc sèries, i una sèrie de novel·les de suspens contemporani. Ha escrit un llibre de no ficció sobre la batalla de Waterloo, a més de la història de ficció de la famosa batalla dins la sèrie Sharpe. Una altra sèrie de novel·les històriques la situa durant la Guerra Civil Nord-americana. Dos de les sèries de novel·les històriques s'han adaptat per a la televisió: la sèrie de televisió Sharpe per ITV i The Last Kingdom per la BBC. Viu als Estats Units amb la seva esposa, alternant la residència entre Cape Cod, Massachusetts enllaç i Charleston, Carolina del Sud.

## Biografia
Cornwell va néixer a Londres el 1944, i va perdre molt aviat els seus pares, l'aviador canadenc William Oughtred i Dorothy Cornwell, anglesa i membre de la Força Aèria Auxiliar Femenina de la RAF britànica.
Va ser adoptat i criat a Thundersley, Essex, per la família Wiggins, membres d'una estricta secta protestant que prohibia les frivolitats de tot tipus, i fins i tot la medicina. Després de la mort del seu pare adoptiu, va adoptar el cognom de soltera de la seva mare biològica, Cornwell. Abans d'això ja usava Bernard Cornwell com a pseudònim.
Va estudiar a l'escola de Monkton Combe, va assistir a la Universitat de Londres, i després de graduar-se va treballar com a mestre. Va tractar d'allistar-se a les forces armades britàniques almenys tres vegades, però fou rebutjat a causa de la seva miopia. Va treballar a la BBC durant 10 anys, arribant a cap d'actualitat de la BBC d'Irlanda del Nord, i a la cadena de televisió Thames, com a editor de notícies. Va estar casat i va tenir una filla, d'un matrimoni que va acabar en divorci.
Cornwell va conèixer a la seva segona esposa, una agent de viatges dels EUA, el 1978 a Edimburg, mentre treballava per a la BBC d'Irlanda del Nord. Després de casar-se amb ella, mare de tres fills d'un matrimoni anterior, es va traslladar als Estats Units el 1979. No va poder obtenir la (United States lawful permanent residency, la "green card", que autoritza la residència permanent als EUA), i va començar a escriure novel·les, única activitat que li permetia guanyar-se la vida i no requeria permís de treball. Més tard es va convertir en ciutadà dels Estats Units

## Obra
De nen, a Cornwell li agradaven les novel·les de Cecil Scott Forester, que narraven les aventures de l'oficial de ficció de la marina britànica Horatio Hornblower durant les guerres napoleòniques, i es va sorprendre en descobrir que no hi havia novel·les que narressin la posterior campanya terrestre de Lord Wellington. Motivat per la necessitat de mantenir-se als EUA mitjançant l'escriptura, Cornwell va decidir escriure una sèrie de novel·les, el protagonista de les quals, Richard Sharpe, era un fuseller que va participat en les principals batalles de la Guerra del Francès, també coneguda com a Campanya d'Espanya, Guerra de la Independència Espanyola o Guerra Peninsular. Cornwell va prendre el nom del jugador de rugby Richard Sharp.
Cornwell volia començar la sèrie amb el setge de Badajoz, però en canvi va decidir començar amb un parell de novel·les de "escalfament", Sharpe’s Eagle i Sharpe's Gold, totes dos publicades el 1981. Cornwell va obtenir un contracte per a tres llibres. La tercera novel·la de Sharpe, Sharpe's Company, publicada el 1982, la va dedicar a la narració de la història del setge de Badajoz. La saga va ser adaptada per a la televisión per ITV, amb Sean Bean com a protagonista dels 16 episodis emesos entre el 1993 i el 2008
Cornwell i la seva esposa Judy van escriure conjuntament una sèrie de novel·les, publicades amb el pseudònim de Susannah Kells. Són A Crowning Mercy, publicada el 1983, Fallen Angels el 1984, i Coat of Arms (també conegut com The Aristocrats) el 1986.
Van seguir una sèrie de novel·les de suspens contemporani, amb la navegació a vela com a fons i tema comú: Wildtrack es va publicar el 1988, Sea Lord (també coneguda com a Killer's Wake) el 1989, Crackdown el 1990, Stormchild el 1991, i Scoundrel, un thriller polític, el 1992. El 1987 va publicar Redcoat, una novel·la ambientada durant la Guerra de la Revolució Americana i situada a Filadèlfia durant la seva ocupació pels britànics el 1777.
Amb l'èxit de la sèrie Sharpe, Cornwell es va aventurar amb altres èpoques o esdeveniments fonamentals de la història anglesa o americana, es adonar-se que pocs anglesos sabien com havia nascut la seva nació, a diferència dels nord-americans que tenen una data exacta per a l'origen de la seva. Així neixen The Last Kingdom, sèrie de 10 llibres publicats entre 2004 i 2016, ambientada al temps dels saxons i centrada en el protagonista Uhtred de Bebbanburg, que explica com va néixer Anglaterra sota Alfred el Gran, Grail Quest, sèrie de 3 llibres ambientada a la Guerra dels Cent anys, Starbuck Chronicles, 4 novel·les sobre la Guerra Civil Nord-americana, The Arthur Books, trilogia dedicada a les llegendes artúriques, Stonehenge, un relat sobre la construcció d'aquest monument megalític, o Azincourt, publicada al Regne Unit l'octubre de 2008, protagonitzada per un arquer que participa en la batalla d'Azincourt i és un relat sobre la devastadora derrota soferta pels francesos el 25 d'octubre de 1415 durant la Guerra dels Cent Anys. The Last Kingdom també ha estat adaptada per a la televisió per la BBC Two (Regne Unit) i BBC America (USA). Per al 2017 hi ha previst el rodatge de dos episodis més.

## Honors
El juny de 2006, Cornwell va ser nomenat Oficial de l'Ordre de l'Imperi Britànic a la Llista d'Honors del 80è aniversari de la reina, pels seus serveis a la literatura i a la producció televisiva.

### Sèrie Sharpe
1. Sharpe’s Eagle (1981)
2. Sharpe’s Gold (1981)
3. Sharpe’s Company (1982)
4. Sharpe’s Sword (1983)
5. Sharpe’s Enemy (1984)
6. Sharpe’s Honour (1985)
7. Sharpe’s Regiment (1986)
8. Sharpe’s Seige (1987)
9. Sharpe’s Rifles (1988)
10. Sharpe’s Revenge (1989)
11. Sharpe’s Waterloo (1990)
12. Sharpe’s Devil (1992)
13. Sharpe’s Battle (1995)
14. Sharpe’s Tiger (1997)
15. Sharpe’s Triumph (1998)
16. Sharpe’s Fortress (1999)
17. Sharpe’s Trafalgar (2000)
18. Sharpe’s Prey (2001)
19. Sharpe’s Skirmish (2002) Història curta
20. Sharpe’s Christmas (2003) són dos històries curtes: Sharpe’s Christmas i Sharpe’s Ransom
21. Sharpe’s Havoc (2003)
22. Sharpe’s Escape (2004)
23. Sharpe’s Fury (2006)
24. Sharpe’s Story (2007) Història curta

Degut a l'èxit de l'adaptació televisiva que la BBC va realitzar de la saga de Sharpe, Cornwell va escriure 3 llibres en forma d'històries curtes que precedien a la estada europea del fuseller i van omplir buits de l'estada de Sharpe a Espanya i França.

### Sèrie The Last Kingdom
1. The Last Kingdom (2004)
2. The Pale Horseman (2005)
3. The Lords of the North (2006)
4. Sword Song (2007)
5. The Burning Land (2009)
6. Death of Kings (2011)
7. The Pagan Lord (2013)
8. The Empty Throne (2014)
9. Warriors of the Storm (2015)
10. The Flame Bearer (2016)
11. War of the Wolf (2018)
12. Sword Of Kings (2019)
13. War Lord (2020)
14. Uhtred’s Feast (2023)

### Sèrie Grail Quest
1. Harlequin (2000)
2. Vagabond (2002)
3. Heretic (2003)

### Sèrie Starbuck Chronicles
1. Rebel (1993)
2. Copperhead (1994)
3. Battle Flag (1995)
4. The Bloody Ground (1996)

### Sèrie The Arthur Books
1. The Winter King (1995)
2. Enemy of God (1996)
3. Excalibur (1997)
4. Warlord Chronicles (Kindle editions) (2011) Llibre electrònic que agrupa els 3 llibres d'Artur

### Novel·les de suspens
1. Wildtrack (1988)
2. Sea Lord (1989)
3. Crackdown (1990)
4. Stormchild (1991)
5. Scoundrel (1992)

### Stonehenge
- Stonehenge (1999)

### Altres llibres de ficció
- A Crowning Mercy (1983)
- Fallen Angels (1984)
- Redcoat (1987)
- Gallows Thief (2001)
- Agincourt (2008)
- The Fort (2010)
- 1356 (2012)

### No ficció
- Waterloo; The History of Four Days, Three Armies and Three Battles (2014)